# Inez Turner
Inez Turner (* 3. Dezember 1972) ist eine ehemalige jamaikanische Sprinterin und Mittelstreckenläuferin.

## Leben
Sie wurde viermal Jamaikanische Meisterin im 800-Meter-Lauf (1991–1992, 1995, 1997) und siegte auf dieser Distanz 1993 bei den Zentralamerika- und Karibikmeisterschaften.  Bei den Leichtathletik-Weltmeisterschaften 1993 in Stuttgart belegte sie mit der jamaikanischen 4-mal-400-Meter-Staffel den vierten Platz und erreichte im 400-Meter-Lauf die Halbfinalrunde.
Sie siegte bei den Commonwealth Games 1994 in Victoria über 800 m und wurde bei den Leichtathletik-Hallenweltmeisterschaften 1995 in Barcelona über dieselbe Distanz Sechste.
Bei den Leichtathletik-Weltmeisterschaften 1997 in Athen gewann sie in der 4-mal-400-Meter-Staffel die Bronzemedaille. Das jamaikanische Quartett um Turner, Lorraine Fenton, Deon Hemmings und Sandie Richards platzierte sich in Landesrekordzeit von 3:21,30 min hinter den Mannschaften aus Deutschland und den Vereinigten Staaten. Turner startete in Athen auch über 400 m, schied hier jedoch in der Vorrunde aus.
Inez Turner ist 1,69 m groß und wog in ihrer aktiven Zeit 56 kg.

## Bestleistungen
- 400 m: 52,04 s, 15. August 1993, Stuttgart
- 800 m: 1:59,49 min, 22. Juli 1995, Hechtel
  - Halle: 2:02,00 min, 12. März 1995, Barcelona